# ليسوم فلوريدا
ليسوم فلوريدا (الاسم العلمي:Illicium floridanum) هو نوع نباتي يتبع جنس الليسوم من فصيلة الشزندرية.